# Бенуа, Андре (пианист)
Андре Бенуа (фр. André Benoist; 4 апреля 1879, Париж — 19 июня 1953, Монмут-Бич, штат Нью-Джерси) — американский пианист французского происхождения.
Окончил Парижскую консерваторию, ученик Камиля Сен-Санса и Рауля Пюньо. Учился вместе с Альфредом Корто, о котором вспоминал без симпатии.
Выступал преимущественно как аккомпаниатор в мировых гастрольных турах таких исполнителей первого ряда, как Пабло Казальс, Яша Хейфец, Алберт Сполдинг. Осуществил также ряд записей, начиная с цилиндров для фонографа в 1918—1920 гг. и вплоть до предвоенных лет (главным образом вместе со Сполдингом, но также с Хейфецем, Фрицем Крейслером, Уильямом Примроузом и сольных).
Автор немногочисленных фортепианных пьес и песен, в том числе «Гимна свободного человека» (англ. The freeman's hymn; 1917).